# Bagamér
Bagamér är en mindre stad i provinsen Hajdú-Bihar i Ungern. År 2019 hade Bagamér 2 498 invånare.